# Steelton (Pennsylvanie)
Steelton est un borough situé au sud-ouest de la partie centrale du comté de Dauphin, en Pennsylvanie, aux États-Unis,. En 2010, il comptait une population de 5 990 habitants. Il est incorporé le 26 janvier 1880.

## Démographie
Lors du recensement de 2010, le borough comptait une population de 5 990 habitants. Elle est estimée, en 2019, à 5 865 habitants.

### Source de la traduction
- (en) Cet article est partiellement ou en totalité issu de l’article de Wikipédia en anglais intitulé « Steelton, Pennsylvania » (voir la liste des auteurs).